# Evato
Evato is een plaats en commune in het zuiden van Madagaskar, behorend tot het district Farafangana, dat gelegen is in de regio Atsimo-Atsinanana. Tijdens een volkstelling in 2001 telde de plaats 13.267 inwoners.
De plaats biedt naast lager onderwijs ook middelbaar onderwijs aan. 95 % van de bevolking werkt als landbouwer en 9,6 % houdt zich bezig met veeteelt. De belangrijkste landbouwproducten zijn rijst en banaan; een ander belangrijk product is koffie. Verder is 4 % actief in de dienstensector en werkt 1% in de visserij.